# Plouagat
Plouagat (en bretó Plagad) és un municipi francès, situat a la regió de Bretanya, al departament de Costes del Nord. L'any 2004 tenia 2.275 habitants.

## Demografia
| 1962                                       | 1968  | 1975  | 1982  | 1990  | 1999  |
| ------------------------------------------ | ----- | ----- | ----- | ----- | ----- |
| 1.552                                      | 1.472 | 1.727 | 1.978 | 2.154 | 2.221 |
| Des de 1962: població sense dobles comptes |       |       |       |       |       |

## Administració
| Període   | Identitat                | Partit |
| --------- | ------------------------ | ------ |
| 2001-2008 | Jean-Jacques Le Lepvrier |        |
| 2008-     | Paul Kervarec            |        |